# Mesosa harmandi
Mesosa harmandi là một loài bọ cánh cứng trong họ Cerambycidae.